# 席皮特瀑布

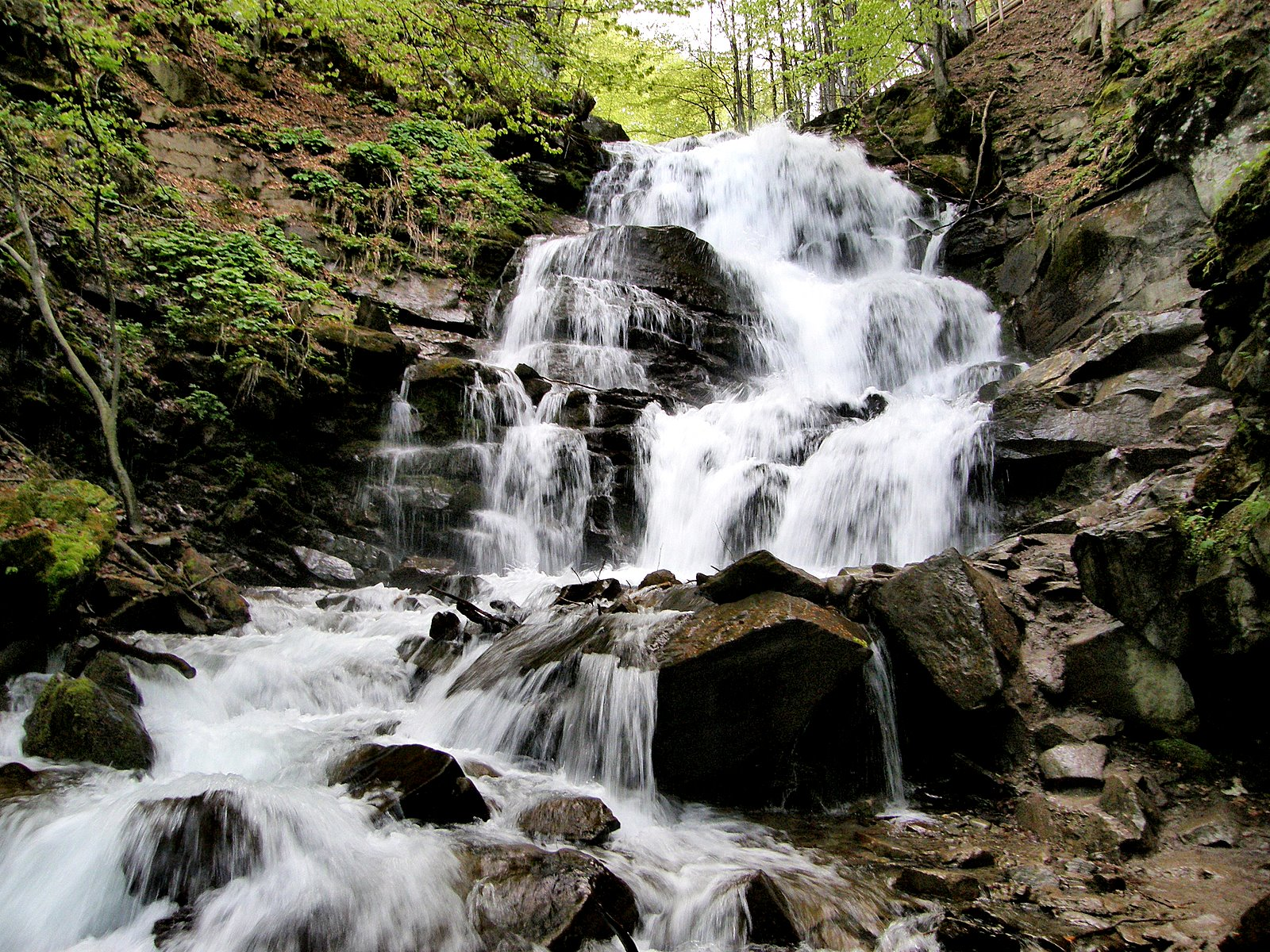
席皮特瀑布

希皮特 （烏克蘭語： Шипіт）是位于乌克兰西部外喀爾巴阡州胡斯特區的瀑布。地理上該瀑布位於里平卡河的支流，而所在地又位於烏克蘭喀爾巴阡山脈波洛尼納博爾扎瓦山格姆巴山。該瀑布高14米。